# Toyota Corona
Toyota Corona — среднеразмерный автомобиль, выпускавшийся с 1957 по 2002 год. С 1988 года производилась единственная модификация кузова универсал «Toyota Corona Wagon», который выпускался до января 1992 года. Выпуск автомобилей под маркой Corona закончился в 2001 году.

## 1 поколение
Модель Toyota Corona появилась в модельном ряду марки в 1957 году. Этот заднеприводной седан оснащался двигателями объёмом 0,9 или 1 литр.

## 2 поколение

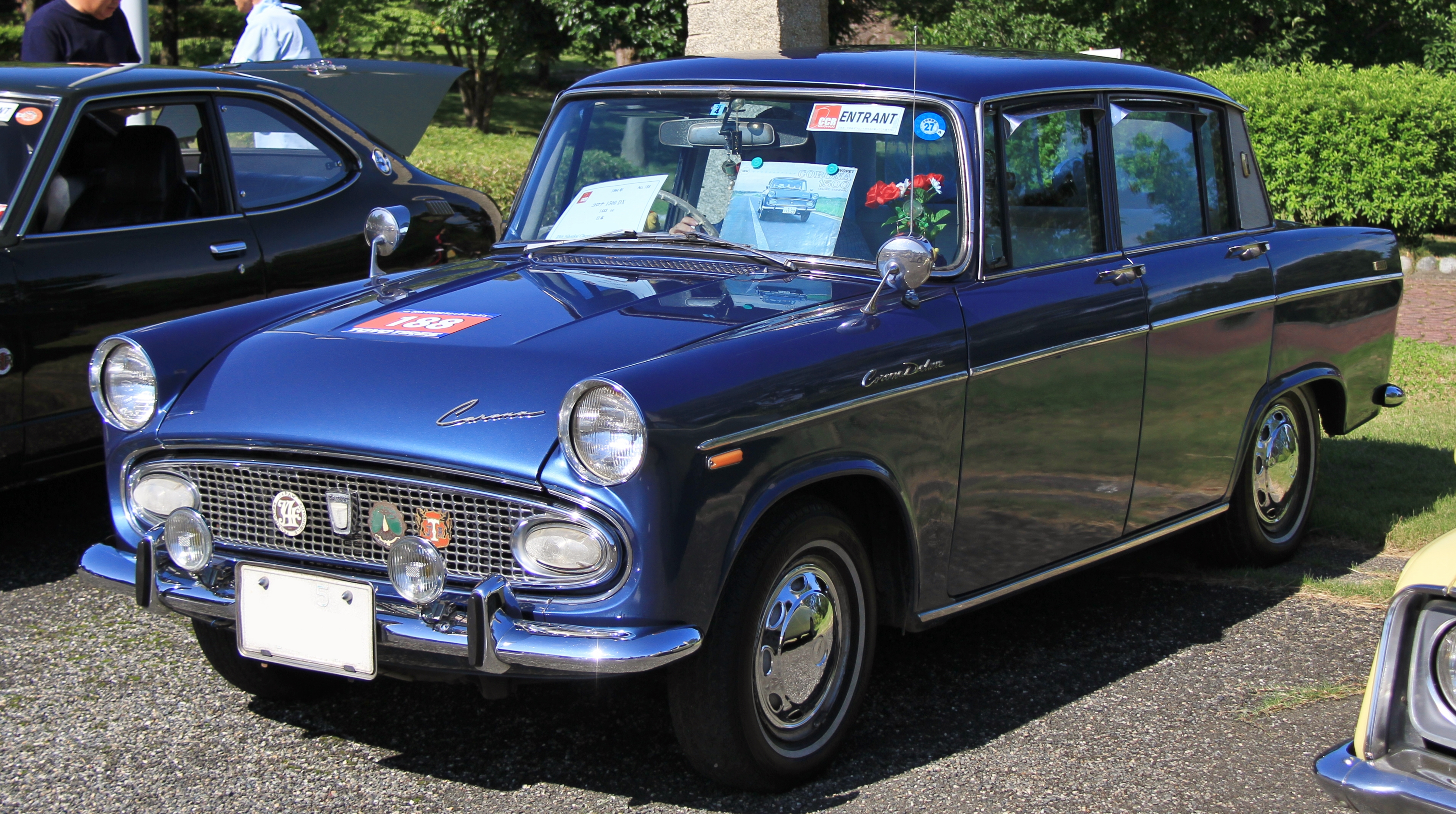
Модернизация 1962 года

Уже в 1960 стартовало производство второй «Короны», предлагавшейся с кузовами седан, универсал и пикап. Выбор двигателей стал шире — существовали версии 1.0, 1.5 или 1.9, а среди опций появилась автоматическая коробка передач. Важным событием стало начало экспорта в США.

## 3 поколение

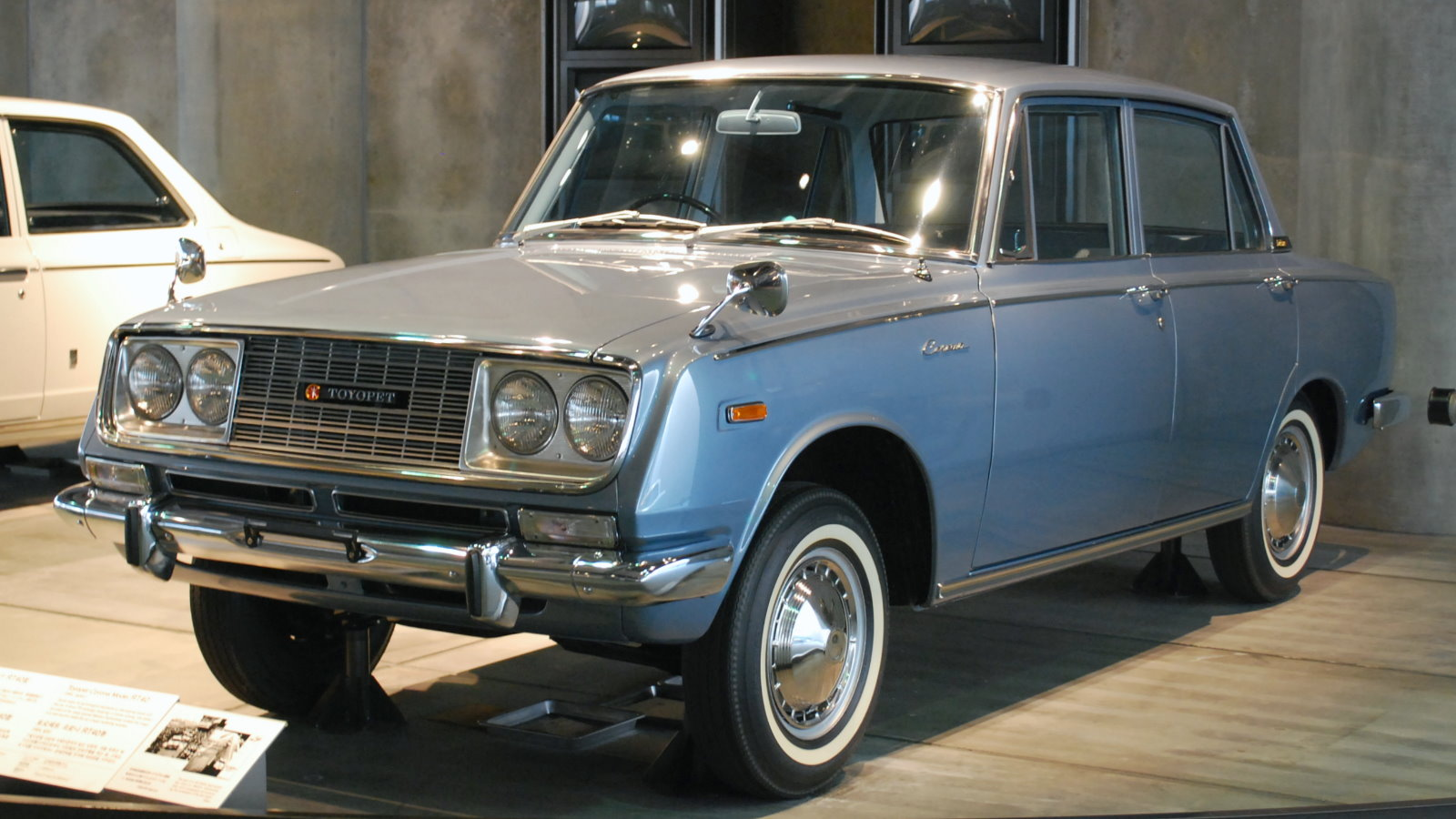
Toyota Corona 1964

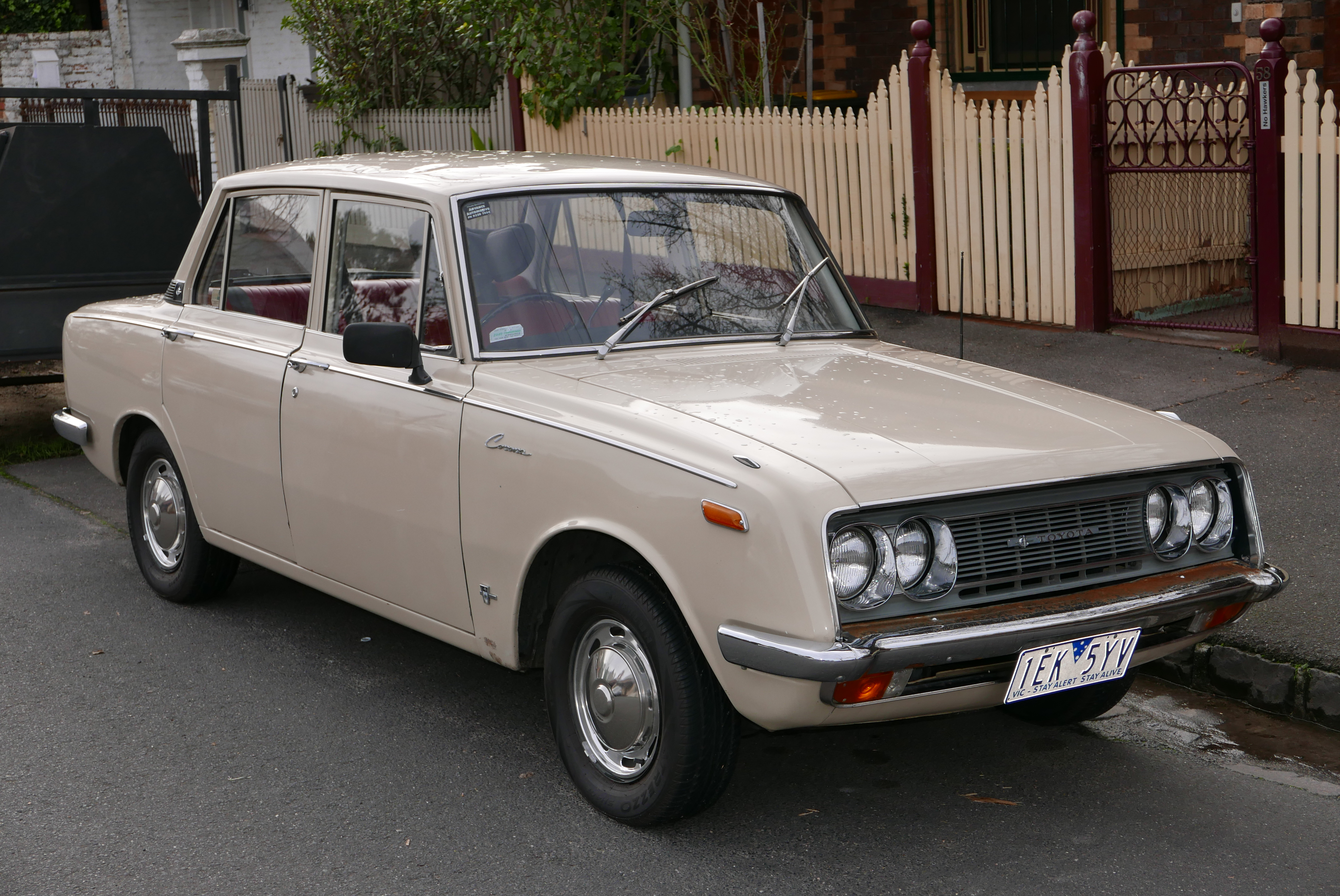
Toyota Corona 1969

Toyota Corona третьего поколения, представленная в 1964 году, имела версии с кузовами седан, хетчбэк, купе, универсал и пикап. Эту модель собирали не только в Японии, а ещё и в Корее, Австралии и Новой Зеландии.

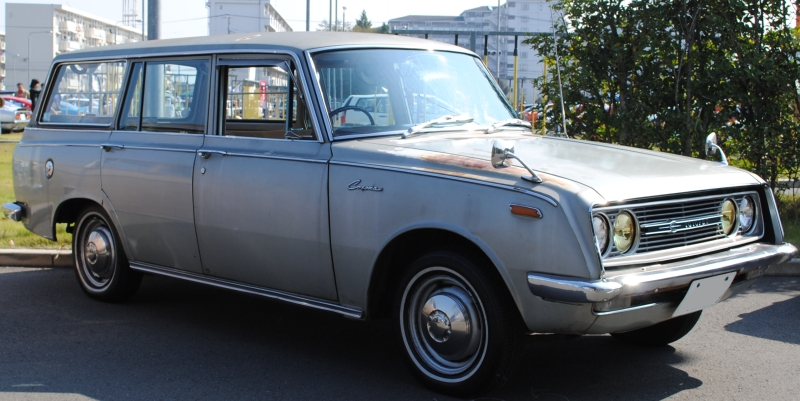
Универсал Toyota Corona третьего поколения (1964—1970)

## 4 поколение
В 1970 году начался выпуск автомобилей четвёртого поколения с кузовами седан, купе и универсал. Он оснащался рядными четырёхцилиндровыми моторами объёмом от 1,5 до 2 литров.

## 5 поколение

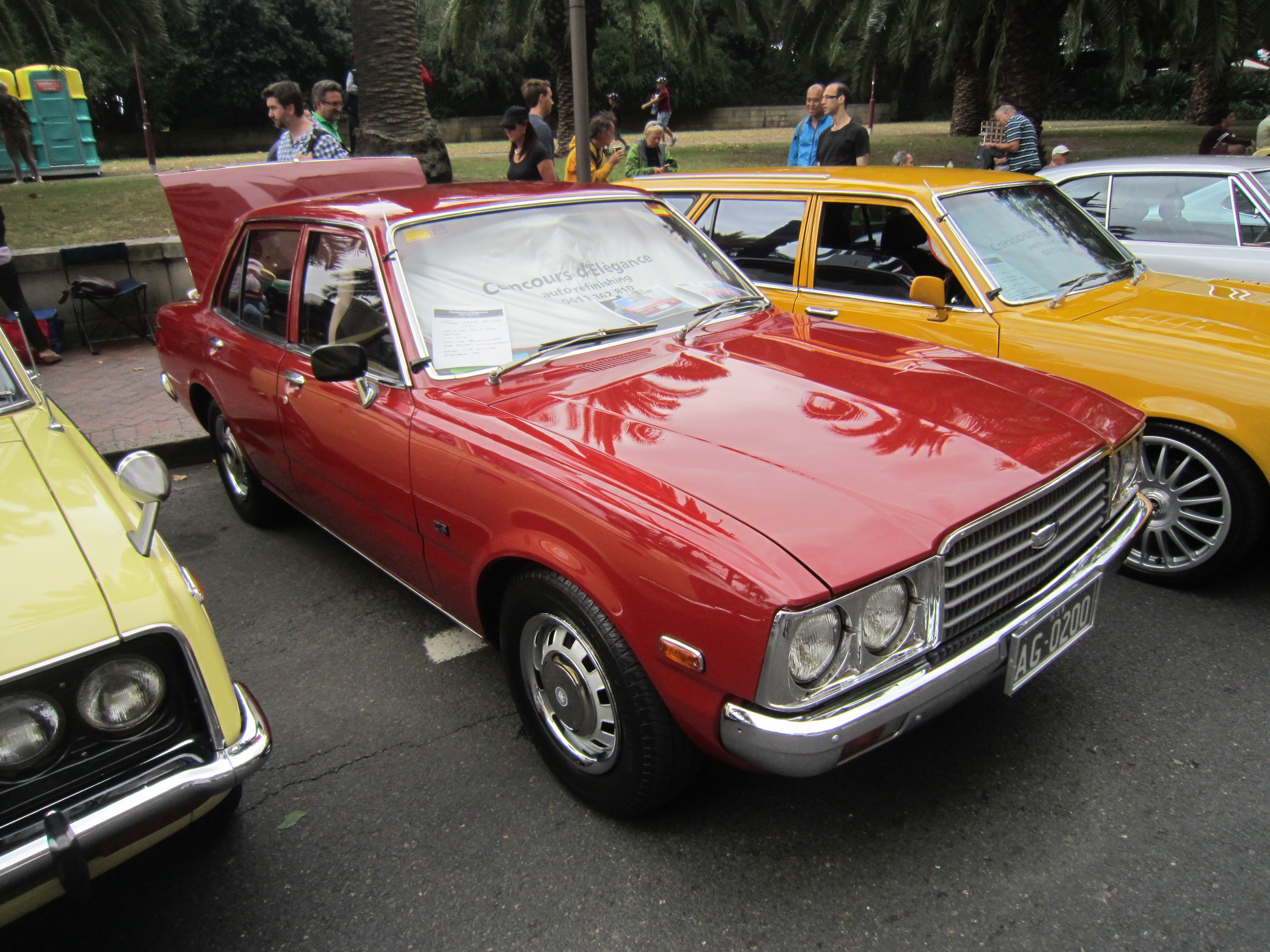
Модернизация 1977 года

Следующее, пятое поколение модели производилось с 1973 до 1979 года.

## 6 поколение
Шестая Toyota Corona дебютировала в 1978 году. Автомобили выпускались с кузовами седан, купе, лифтбек и универсал и оснащались двигатели объёмом от 1,6 до 2,4 л.

## 7 поколение
Corona седьмого поколения продержалась на конвейере с 1982 до 1987 года. На американском рынке эта модель уже не предлагалась, её заменила Toyota Camry.
Представленная в 1983 году седьмая Corona, стала переднеприводной. Автомобиль выпускался параллельно с машинами предыдущего поколения. На европейском рынке эта модель называлась Carina II.

### Передний привод
T150 Corona была известна как Corona FF, продающаяся вместе с более традиционным и недавно отреставрированным задним приводом Corona (серия T140). По сути, это сокращённая версия Camry, это было частью осторожного подхода Toyota к внедрению переднеприводных автомобилей.

## 8 поколение
Toyota Corona восьмого поколения, выпускавшаяся с 1986 до 1992 года, была результатом модернизации предыдущей модели. Автомобиль, предлагавшийся с кузовами седан, купе, лифтбек и универсал, комплектовался двигателями 1.6, 1.8 и 2.0.

## 9 поколение
В 1992 году была представлена очередная версия модели. Версия для европейского рынка называлась Carina E и производилась по большей части в Великобритании. Двигатели остались прежними. Автомобиль с левым рулём (с правым для Великобритании) исполнения. Выпускали 3 вида кузова с 1992 по 1998 год — пятидверный хетчбэк (лифтбек), седан, и универсал (вагон).
Так же в период с 2003 до конца 2004 года в Англии была выпущена ограниченная серия Toyota Carina E комплектации Limited — очень богатой комплектации (аналог северной версии), для данного класса. В неё входили все предлагаемые опции, включая обивку стоек велюром, автосвет, ионизатор, подогрев дворников и зеркал, обивки капота и багажника, хром элементы, утеплитель боковых крыльев типа «жабры», подсветки салона (ног переднего пассажира и водителя, бардачка) и др.
В 1998 году в Японии на конвейере модель сменило новое авто с новым именем — Toyota Avensis.

## 10 поколение
Машины последнего поколения производились с 1996 до 2001 года и продавались только на японском рынке, в других странах эта модель была заменена «Авенсисом».

## 11 поколение

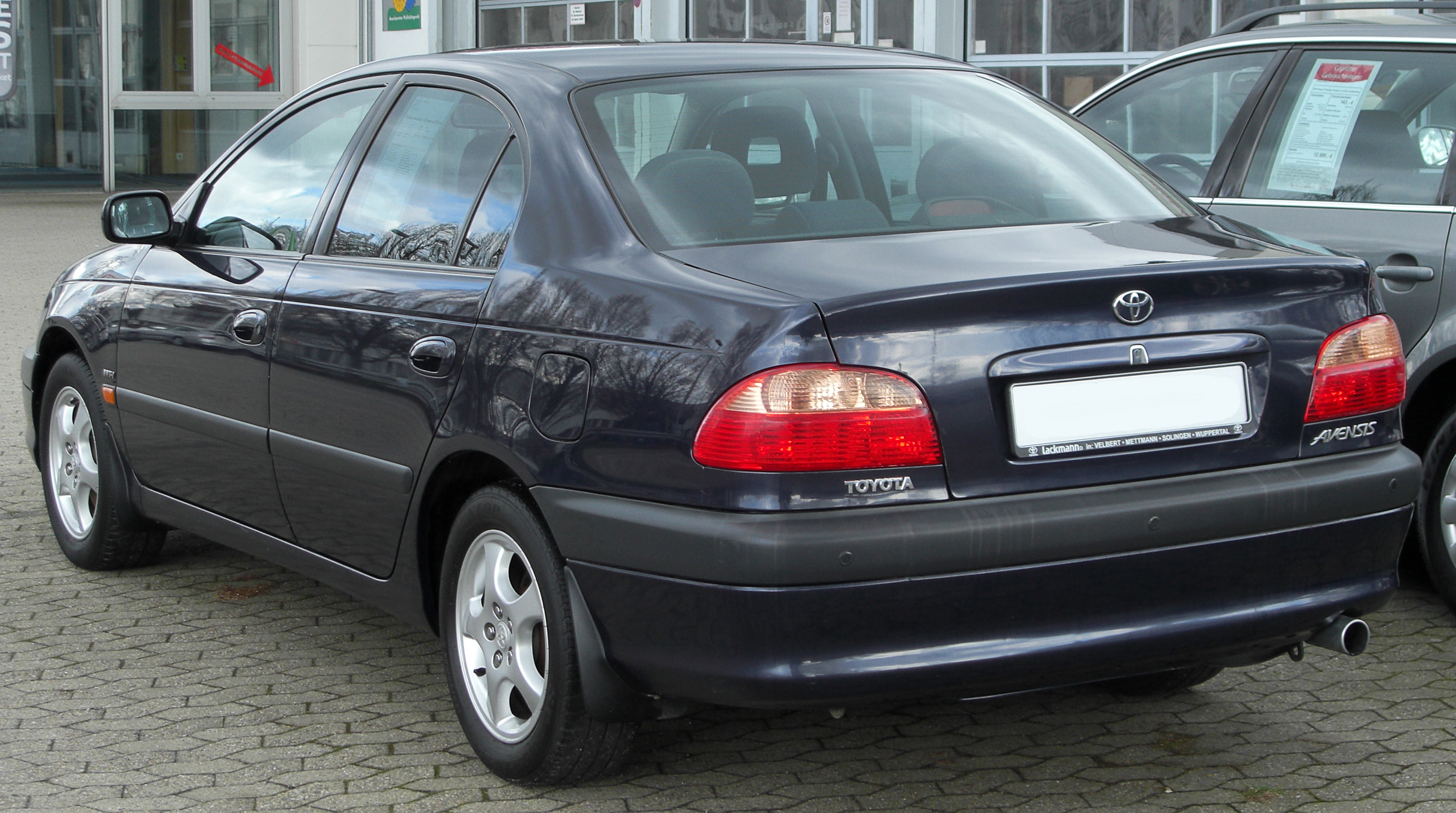
Toyota Avensis Вид сзади

Для последующих серий моделей T220, имя Corona было убрано. Но новая линейка автомобилей по-прежнему выпускалась в кузове седан, лифтбэк и универсал.